# Sideville
Sideville est une commune française, située dans le département de la Manche en région Normandie, peuplée de 840 habitants.

## Géographie

### Localisation
La commune est située dans le Nord-Cotentin. Son bourg est à 9 km au sud-ouest de Cherbourg-en-Cotentin et à 13 km au nord-est des Pieux.
Les communes limitrophes sont Nouainville, Cherbourg-en-Cotentin, Couville, Hardinvast, Martinvast, Teurthéville-Hague, Virandeville et La Hague.

### Géologie et relief
Le point culminant (171 m) se situe au nord-ouest, au lieu-dit la Roque ès Fays. Le point le plus bas (18 m) correspond à la sortie de la Divette du territoire, au nord-est. La commune est bocagère sur sa plus grande partie, forestière au nord.

### Hydrographie

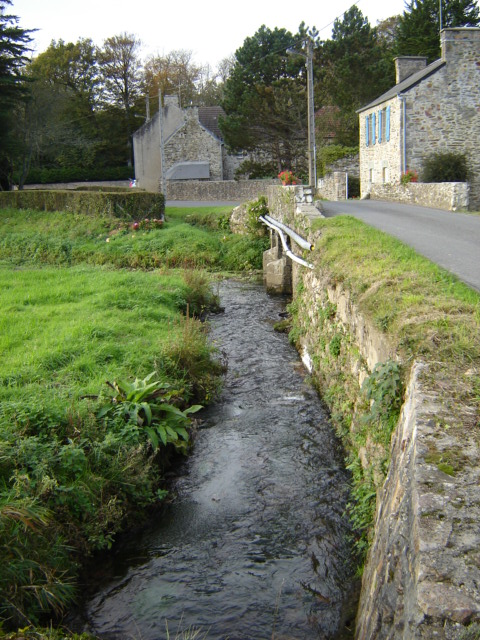
Passage de la Divette à Sideville.

La commune est située dans le bassin Seine-Normandie. Elle est drainée par la Divette, le ruisseau de Houlbecq, le cours d'eau 01 du Vieux Moulin et le ruisseau de Trotte-Boeuf,,.
La Divette, d'une longueur de 28 km, prend sa source dans la commune de Bricquebosq et se jette dans la Manche à Cherbourg-en-Cotentin, après avoir traversé huit communes. Les caractéristiques hydrologiques de la Divette sont données par la station hydrologique située sur la commune de Cherbourg-en-Cotentin. Le débit moyen mensuel est de 1,67 m3/s. Le débit moyen journalier maximum est de 34,9 m3/s, atteint lors de la crue du 5 décembre 2010. Le débit instantané maximal est quant à lui de 47,5 m3/s, atteint le même jour.

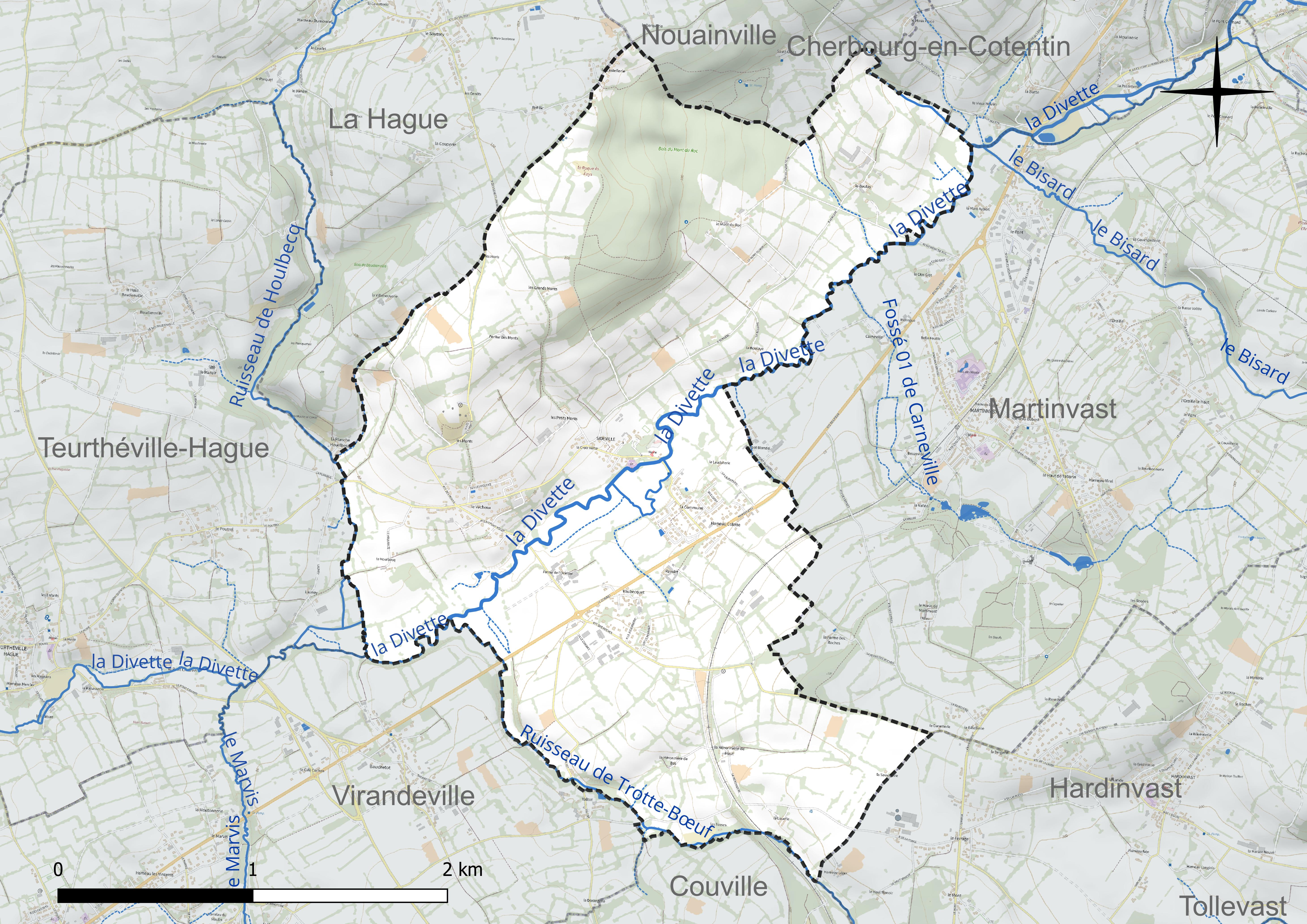
Réseau hydrographique de Sideville.

### Climat
Pour des articles plus généraux, voir Climat de la Normandie et Climat de la Manche.
En 2010, le climat de la commune est de type climat océanique franc, selon une étude du CNRS s'appuyant sur une série de données couvrant la période 1971-2000. En 2020, Météo-France publie une typologie des climats de la France métropolitaine dans laquelle la commune est exposée à un climat océanique et est dans la région climatique  Normandie (Cotentin, Orne), caractérisée par une pluviométrie relativement élevée (850 mm/a) et un été frais (15,5 °C) et venté. Parallèlement le GIEC normand, un groupe régional d’experts sur le climat, différencie quant à lui, dans une étude de 2020, trois grands types de climats pour la région Normandie, nuancés à une échelle plus fine par les facteurs géographiques locaux. La commune est, selon ce zonage, exposée à un « climat maritime », correspondant au Cotentin et à l'ouest du département de la Manche, frais, humide et pluvieux, où les contrastes pluviométrique et thermique sont parfois très prononcés en quelques kilomètres quand le relief est marqué.
Pour la période 1971-2000, la température annuelle moyenne est de 10,8 °C, avec une amplitude thermique annuelle de 11 °C. Le cumul annuel moyen de précipitations est de 987 mm, avec 15,4 jours de précipitations en janvier et 8,5 jours en juillet. Pour la période 1991-2020, la température moyenne annuelle observée sur la station météorologique la plus proche, située sur la commune de Cherbourg-en-Cotentin à 7 km à vol d'oiseau, est de 12,1 °C et le cumul annuel moyen de précipitations est de 963,9 mm,. Pour l'avenir, les paramètres climatiques de la commune estimés pour 2050 selon différents scénarios d’émission de gaz à effet de serre sont consultables sur un site dédié publié par Météo-France en novembre 2022.

## Urbanisme

### Typologie
Au 1er janvier 2024, Sideville est catégorisée commune rurale à habitat dispersé, selon la nouvelle grille communale de densité à sept niveaux définie par l'Insee en 2022.
Elle est située hors unité urbaine.
Par ailleurs la commune fait partie de l'aire d'attraction de Cherbourg-en-Cotentin, dont elle est une commune de la couronne,. Cette aire, qui regroupe 77 communes, est catégorisée dans les aires de 50 000 à moins de 200 000 habitants,.

### Occupation des sols
L'occupation des sols de la commune, telle qu'elle ressort de la base de données européenne d’occupation biophysique des sols Corine Land Cover (CLC), est marquée par l'importance des territoires agricoles (83,6 % en 2018), en diminution par rapport à 1990 (89,5 %).
La répartition détaillée en 2018 est la suivante : prairies (52,3 %), terres arables (26,8 %), forêts (10,5 %), zones urbanisées (5,9 %), zones agricoles hétérogènes (4,5 %).

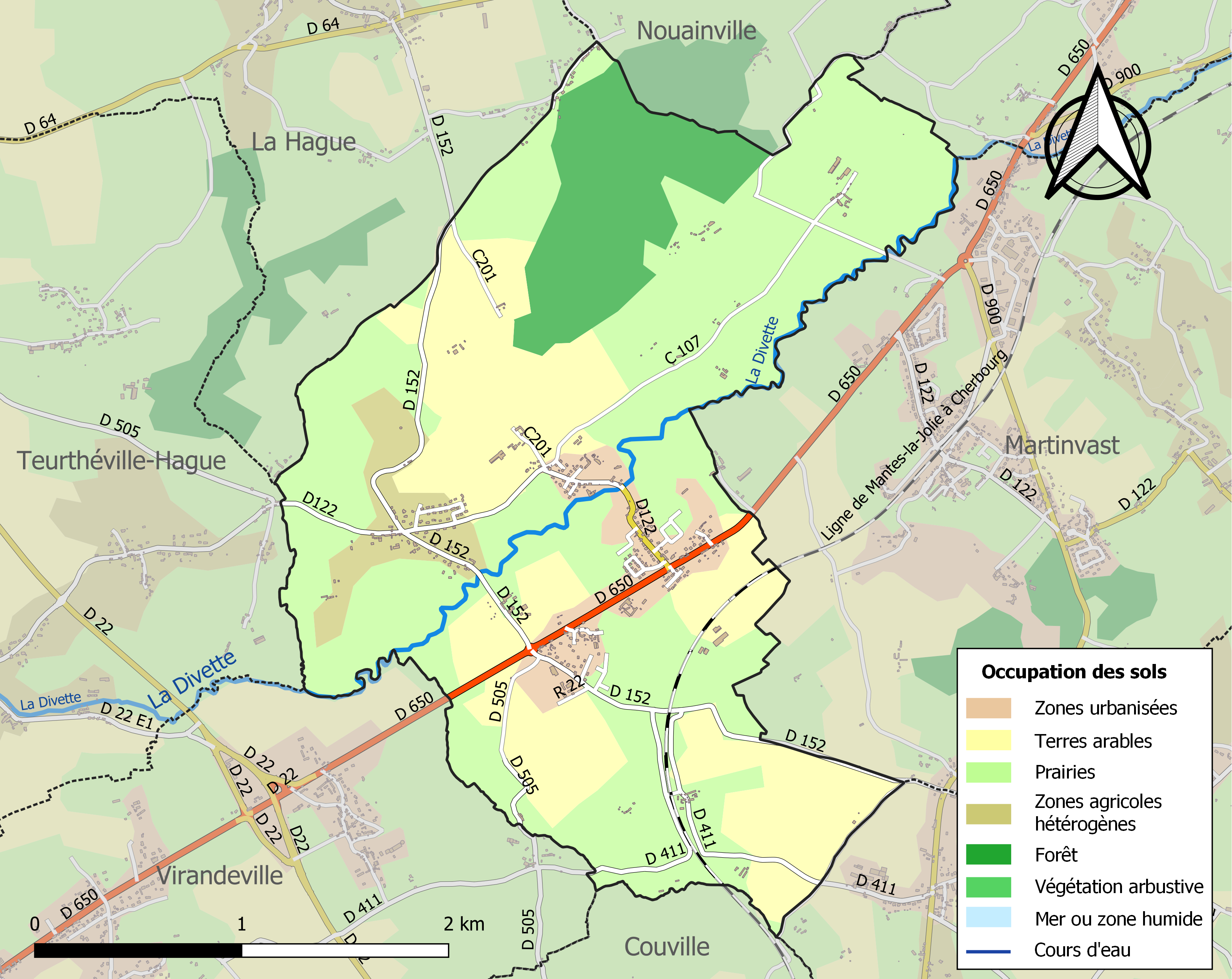
Carte des infrastructures et de l'occupation des sols de la commune en 2018 (CLC).

L'évolution de l’occupation des sols de la commune et de ses infrastructures peut être observée sur les différentes représentations cartographiques du territoire : la carte de Cassini (XVIIIe siècle), la carte d'état-major (1820-1866) et les cartes ou photos aériennes de l'IGN pour la période actuelle (1950 à aujourd'hui).

## Toponymie
Le nom de la localité est attesté sous les formes Sildevilla au XIIe siècle, Sidevilla vers 1200, de 1203 à 1227, Sydevilla en 1327, Sideville Ravalet au XVIIIe siècle.
Le toponyme est issu d'un anthroponyme germanique, Sito ou Sigihildis, et de l'ancien français ville, dans son sens originel « domaine rural » issu du latin villa.

## Histoire

### Moyen Âge
Au XIIe siècle, la paroisse relevait de l'honneur de La Haye.

### Temps modernes
En 1538, Julien Ravalet, fils de Charles Ravalet, écuyer, acquiert le fief noble de Sideville, et donne naissance à la branche des Ravalet-Sideville. En 1536, Julien sert Jacqueline d'Estouteville (v. 1480-1550), baronne de Bricquebec, comme lieutenant général de la vicomté de Bricquebec, et en 1547, comme procureur d'Adrienne d'Estouteville (1512-1560). Son frère, Michel Ravalet est, quant à lui, à l'origine de la branche des Ravalet-Tourlaville.
Au XVIe siècle, Jacques de Ravalet, seigneur de Sideville et de Tourlaville qui avait pendant les guerres de la Ligue prit le parti du roi Charles IX, vit, en récompense, son fils nommé abbé commendataire de l'abbaye de Hambye. En 1567, le tuteur du fils mineur de Jehan de Ravalet, sieur de Sideville, est taxé pour ce fief de 4 livres dans le rôle des nobles et roturiers, au titre du ban et de l'arrière ban de la vicomté de Coutances, réalisé par Gilles Dancel, seigneur d'Audouville, lieutenant général du bailli de Cotentin, tenu à Coutances les 20-22 octobre. Le fief de Sideville, qui valait un quart de fief de haubert, relevait de la vicomté de Valognes.
Le bois du Mont du Roc, situé sur Sideville et Nouainville, et cité dans le journal de Gilles de Gouberville, fut octroyé par Louis XVI à Louis de La Bretonnière, constructeur de la digue de Cherbourg, et qui lui sera repris à la Révolution.

## Politique et administration

### Découpage territorial
Sideville fait partie de la communauté de communes de Douve et Divette (CCDD).

### Liste des maires
| Période                                  | Période   | Identité              | Étiquette | Qualité     |
| ---------------------------------------- | --------- | --------------------- | --------- | ----------- |
| mars 1989                                | juin 1995 | Louis Vautier         |           |             |
| juin 1995                                | mars 2008 | Jean-Claude Cosnefroy | SE        |             |
| mars 2008                                | En cours  | Henri Destrès         | SE        | Agriculteur |
| Les données manquantes sont à compléter. |           |                       |           |             |

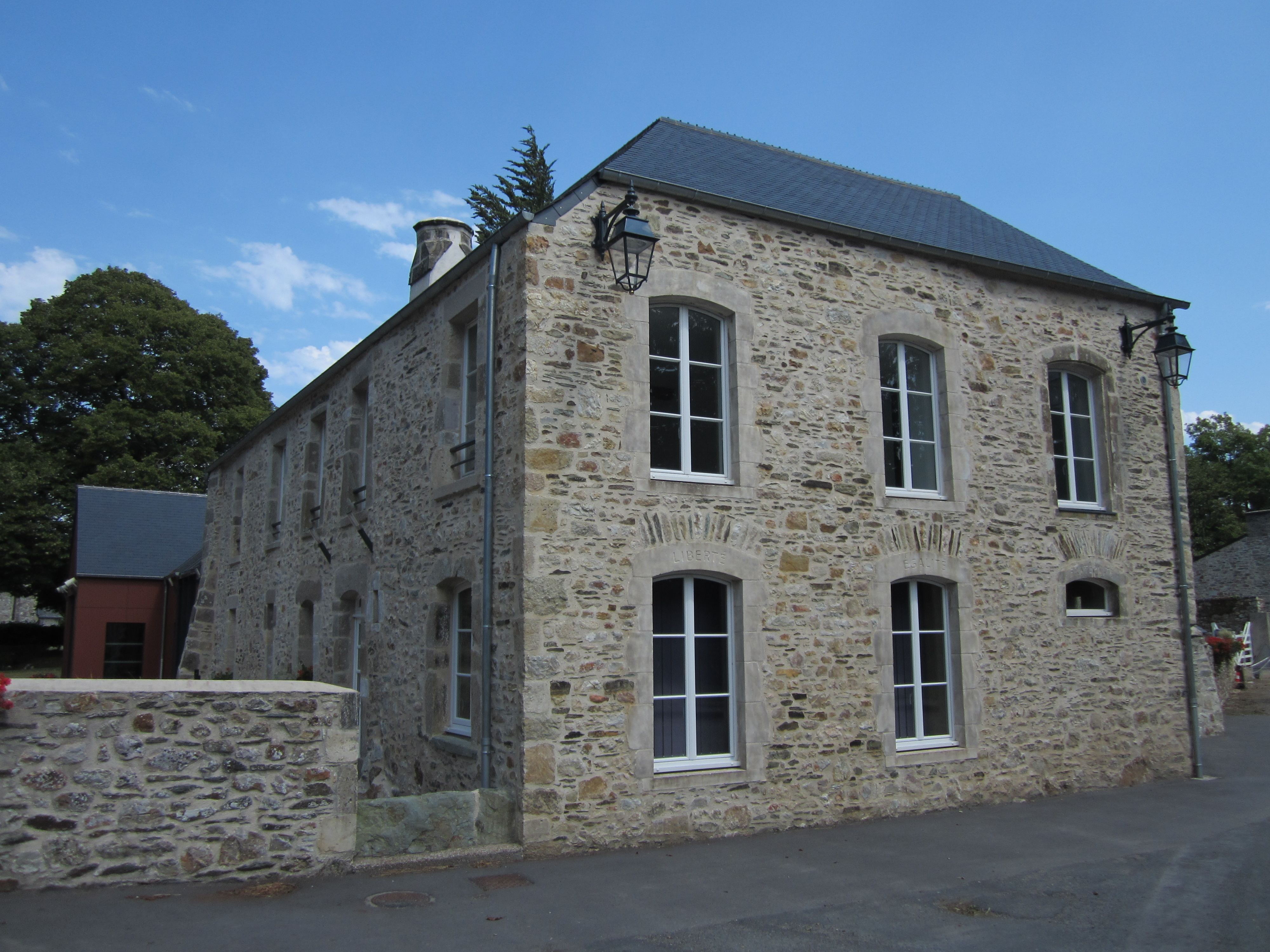
La mairie.

Le conseil municipal est composé de quinze membres dont le maire et trois adjoints.

## Population et société
Les habitants de la commune sont appelés les Sidevillais.

### Démographie
L'évolution du nombre d'habitants est connue à travers les recensements de la population effectués dans la commune depuis 1793. Pour les communes de moins de 10 000 habitants, une enquête de recensement portant sur toute la population est réalisée tous les cinq ans, les populations de référence des années intermédiaires étant quant à elles estimées par interpolation ou extrapolation. Pour la commune, le premier recensement exhaustif entrant dans le cadre du nouveau dispositif a été réalisé en 2007.
En 2022, la commune comptait 840 habitants, en évolution de +19,49 % par rapport à 2016 (Manche : −0,31 %, France hors Mayotte : +2,11 %).
| 1793 | 1800 | 1806 | 1821 | 1831 | 1836 | 1841 | 1846 | 1851 |
| ---- | ---- | ---- | ---- | ---- | ---- | ---- | ---- | ---- |
| 430  | 345  | 476  | 508  | 484  | 445  | 432  | 415  | 387  |

| 1856 | 1861 | 1866 | 1872 | 1876 | 1881 | 1886 | 1891 | 1896 |
| ---- | ---- | ---- | ---- | ---- | ---- | ---- | ---- | ---- |
| 435  | 424  | 421  | 401  | 340  | 335  | 329  | 355  | 309  |

| 1901 | 1906 | 1911 | 1921 | 1926 | 1931 | 1936 | 1946 | 1954 |
| ---- | ---- | ---- | ---- | ---- | ---- | ---- | ---- | ---- |
| 276  | 286  | 285  | 273  | 268  | 256  | 265  | 282  | 310  |

| 1962 | 1968 | 1975 | 1982 | 1990 | 1999 | 2006 | 2007 | 2012 |
| ---- | ---- | ---- | ---- | ---- | ---- | ---- | ---- | ---- |
| 287  | 276  | 277  | 343  | 477  | 488  | 534  | 540  | 605  |

| 2017 | 2022 | - | - | - | - | - | - | - |
| ---- | ---- | - | - | - | - | - | - | - |
| 744  | 840  | - | - | - | - | - | - | - |

### Sports et loisirs
L'Athlétique club de Sideville-Virandeville-Teurthéville-Hague fait évoluer deux équipes de football en divisions de district.

### Cultes
L'église est aujourd'hui rattachée à la nouvelle paroisse Sainte-Bernadette du doyenné de Cherbourg-Hague.

## Culture locale et patrimoine

### Lieux et monuments

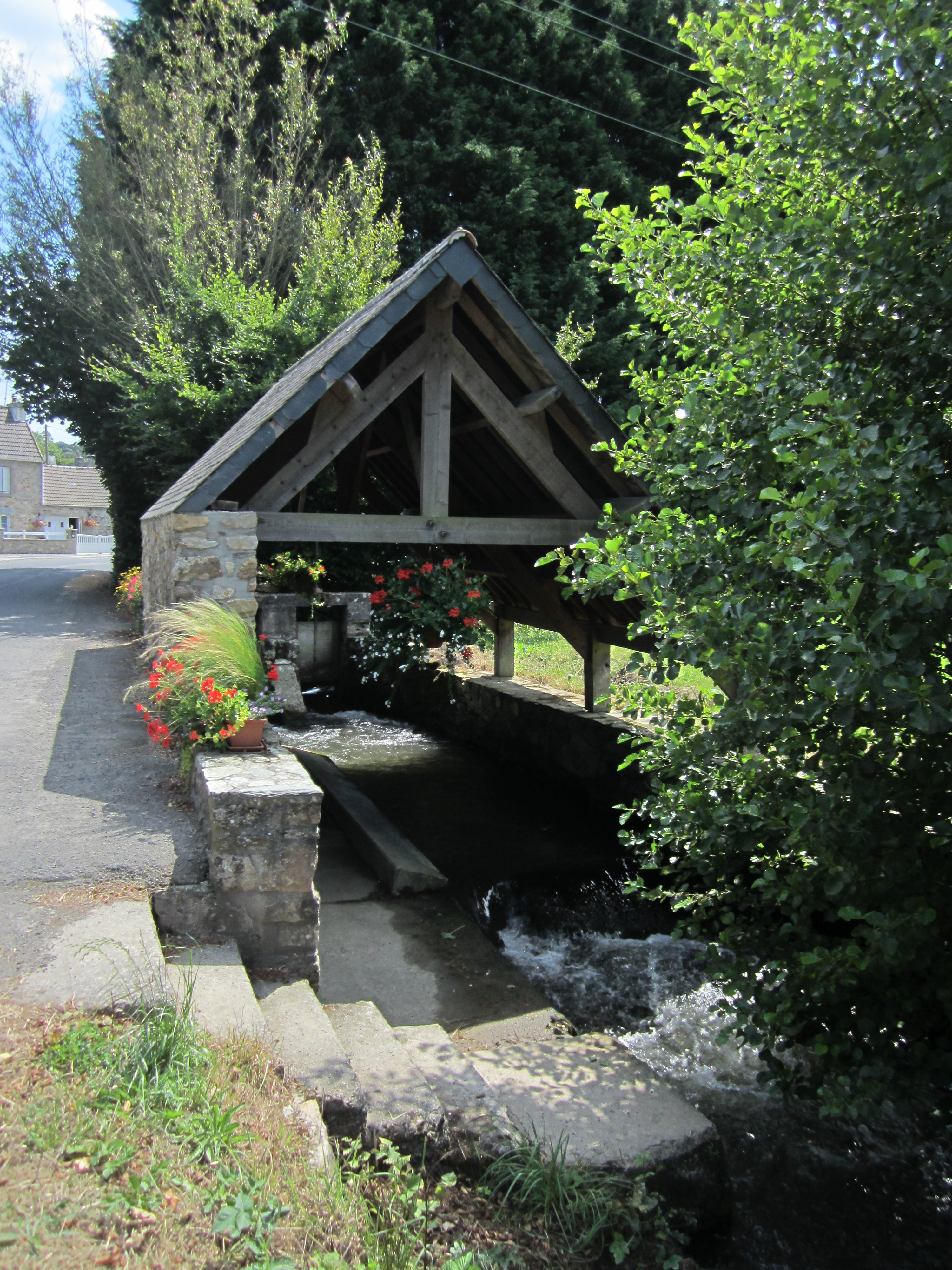
Le lavoir.

- Église Saint-Ouen du XVIe siècle, dont le chœur est l'ancienne chapelle du château. L'édifice abrite plusieurs œuvres classées au titre objets aux monuments historiques[34] : les statues de saint Gorgon du XVIe et de saint Ouen, évêque, du  XVe, une chaire à prêcher du XIXe, un ciboire du XVIIIe de Jean-François Jobard, un calice et sa patène du  XVIIIe de Jean-François Jobard fils, un calice du XVIIe et un ciboire du XIXe[24]. Le bas-relief du XVe la Messe de saint Grégoire a été volé en 1933,

Les baies ont été refaites au XVIIIe siècle. Le porche arbore une pierre avec la date de 1547. Le clocher latéral fait partie des clochers fortifiés du Cotentin, aménagés lors de la guerre de Cent Ans, et servant de refuge face aux raids anglais.
- Ancien fort des Monts du Roc avec une piscine dite piscine aux Allemands inaugurée à l'été 1942, aujourd'hui à l'abandon. À l'origine, il était prévu cinq ouvrages en arc de cercle datant de 1886 et resté sans suite. Les Allemands fortifièrent le site pendant l'Occupation[24].
- Manoir Ravalet du XVIIe siècle.
- Manoir Saint-Gilles, presbytère du XVIe siècle.
- Château du Boulay. Il fut la possession de Charles Loysel, magistrat, et le lieu servit pendant la guerre 14-18 pour la fabrication de capotes (manteaux) pour les poilus[24].
- Lavoir de Vaubéquet et lavoir communal.
- Mairie dans un ancien moulin qui servit de filature puis à une laiterie.
- Croix du Pont-Roger qui serait à l'emplacement de la chapelle Saint-Gorgon détruite pendant la guerre de Cent Ans[36].